# Utah (Schiff)
Die USS Utah (BB-31), ein Schlachtschiff der Florida-Klasse, war das einzige Schiff der United States Navy, das nach dem US-Bundesstaat Utah benannt wurde.
Die Kiellegung erfolgte am 9. März 1909 in Camden auf dem Gelände der New York Shipbuilding Corporation. Der Stapellauf erfolgte am 23. Dezember des gleichen Jahres, nach der durch Miss Mary Alice Spry, der Tochter des Gouverneurs von Utah, William Spry, vorgenommenen Taufe. Das Schiff wurde am 31. August 1911 im Philadelphia Naval Shipyard unter Kapitän William Shepherd Benson in Dienst gestellt. Später diente sie als Schulschiff für die Flugabwehr und bekam die Kennung AG-16.

## 1911–1917
Nach ihrer Testfahrt, die die Utah nach Hampton Roads, Santa Rosa Island, Pensacola, Galveston, Kingston, Portland Bight und Guantanamo Bay führte, wurde das Schiff im März 1912 der Atlantikflotte zugewiesen. Im Frühjahr absolvierte das Schiff zusammen mit der Flotte einige Schieß- und Torpedoübungen. Kurze Zeit später, am 16. April, kehrte das Schiff zu einer Überholungsphase ins New York Navy Yard zurück.
Nachdem die Utah New York am 1. Juni verlassen hatte, besuchte sie kurz Hampton Roads und erreichte am 6. Juni Annapolis, Maryland. Dort nahm sie Angehörige der United States Naval Academy auf. Vor der Küste von Neu-England führte sie mit den Akademieangehörigen ein Training durch, bevor diese am 24. August wieder in Annapolis von Bord gingen. Als Nächstes stand ein Schießtraining in den Southern Drill Grounds auf dem Programm.
Für etwas mehr als zwei Jahre blieb das Schlachtschiff vor der amerikanischen Ostküste und arbeitete dort ein intensives Übungsprogramm ab. Das Operationsgebiet erstreckte sich von der neuenglischen Küste bis hin zu kubanischen Gewässern. Einmal während dieser Zeit führte es die Utah auch nach Europa, wo sie vom 8. November bis 30. November 1913 Villefranche-sur-Mer in Frankreich besuchte.
Für die Utah begann das Jahr 1914 im New York Navy Yard. Bereits am 5. Januar verließ sie jedoch die Basis auf südlichem Kurs und erreichte nach einem Stopp in Hampton Roads kurze Zeit später kubanische Gewässer. Dort begann sie mit Torpedoübungen sowie Übungen mit kleinen Waffen. Wegen Spannungen in Mexiko wurde die Utah Anfang Februar vor die Küste von Mexiko versetzt. Am 16. Februar lief sie in Vera Cruz ein. Bis sie am 9. April mit einigen hundert Flüchtlingen Richtung Tampico auslief, operierte sie von Vera Cruz aus.
Die Utah blieb für fast zwei Monate in Vera Cruz, bevor das Schiff im späten Juni wieder auf Nordkurs Richtung New York Navy Yard ging, um sich dort einer erneuten Überholung zu unterziehen. In den nächsten drei Jahren operierte das Schlachtschiff in den Gewässern vor der Ostküste der Vereinigten Staaten bis hinunter in die Karibik und führte vorwiegend Übungen durch, bis sich die USA auf einen möglichen Kriegseintritt vorbereitete und ihre Flotte in Bereitschaft versetzte.

## Erster Weltkrieg
Nachdem die Vereinigten Staaten am 6. April 1917 offiziell in den Ersten Weltkrieg eingetreten waren, operierte die Utah in der Chesapeake Bay als Trainingsschiff für Maschinenpersonal und Artilleristen (Engineering and Gunnery) und nahm diese Aufgabe bis zum 30. August 1918 wahr, als sie den Weg zu den britischen Inseln einschlug; mit Vizeadmiral Henry T. Mayo, Kommandeur der Atlantikflotte, an Bord.
Die Angst vor möglichen deutschen Großkampfschiff-Angriffen auf große alliierte Konvois, die Truppen und Munition über den Atlantik als Nachschub nach Europa transportierten, bewog die Amerikaner dazu, eine schlagkräftige Flotte von Schlachtschiffen in irische Gewässer zu verlegen. Teil der Flotte war auch die Utah, die am 10. September Brerehaven in der Bantry Bay im Südwesten Irlands erreichte. Dort wurde sie zum Flaggschiff von Rear Admiral Thomas S. Rodgers, Kommandeur der 6. Schlachtschiff-Division. Bis zur Unterzeichnung des Waffenstillstandes am 11. November 1918 sicherte die Utah zusammen mit der Nevada und der Oklahoma alliierte Konvois gegen mögliche Angriffe durch die Kaiserliche Marine, der die verwundbaren Transportschiffe ansonsten im Angriffsfall ausgeliefert gewesen wären.
Nach Beendigung der Feindseligkeiten besuchte die Utah die Isle of Portland in England und war später Teil der Eskorte, die am 13. Dezember 1918 den Transporter George Washington (Id. No. 3018) in den Hafen von Brest begleitete. An Bord der George Washington befand sich der damalige US-Präsident Woodrow Wilson. Tags darauf schlug die Utah den Heimatkurs ein und erreichte New York am 25. Dezember 1918.

## 1919–1931

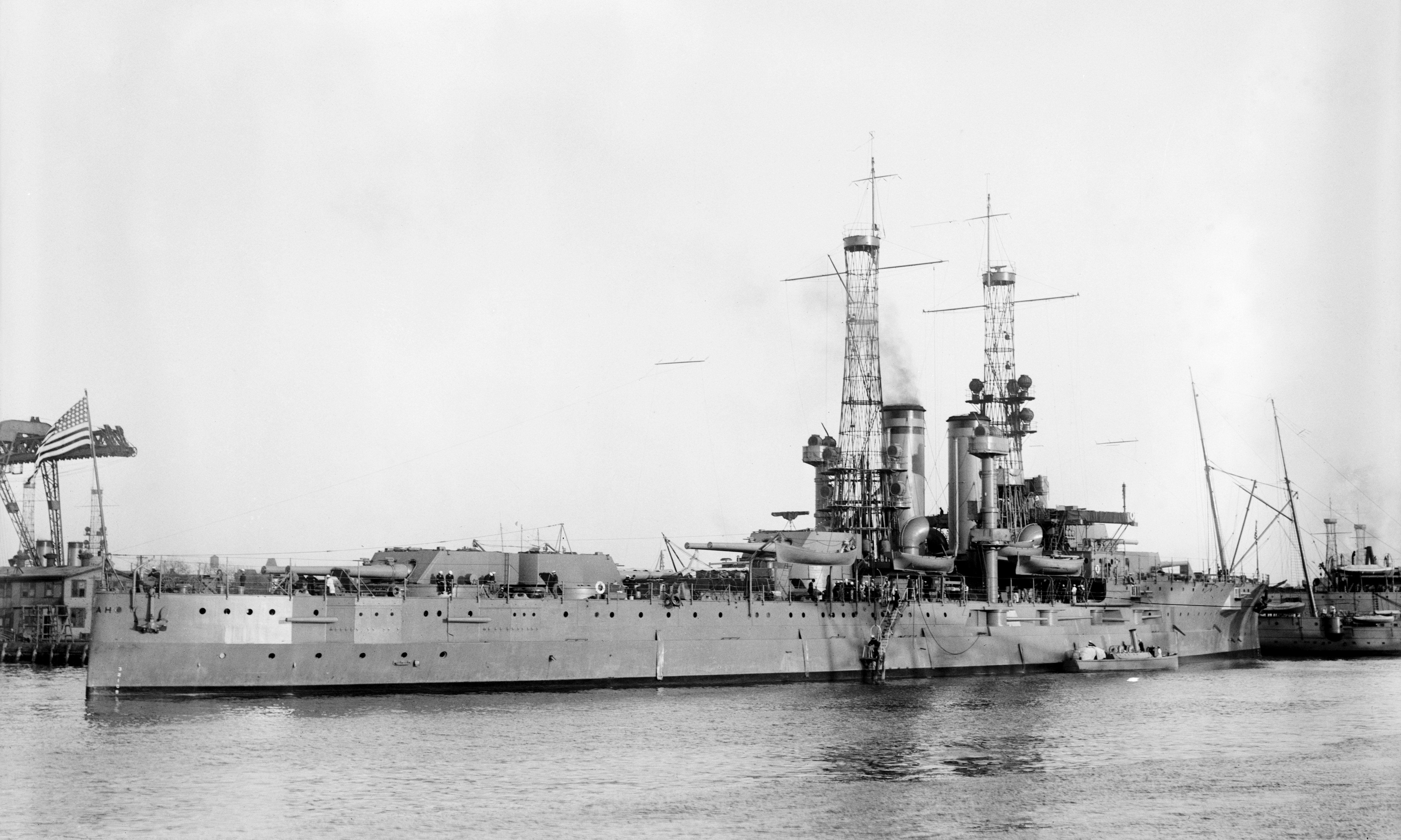
Die Utah aufgenommen zwischen 1917 und 1926

Die Utah blieb im New Yorker Hafen im North River bis zum 30. Januar 1919 vor Anker liegen. Am 7. Januar ab 14.40 Uhr flaggte sie aufgrund des Todes des ehemaligen US-amerikanischen Präsidenten Theodore Roosevelt halbmast. Am 8. Januar feuerte sie den ganzen Tag über in halbstündigen Intervallen zu Ehren des verstorbenen Staatsmanns die Salutschüsse.
Die Utah absolvierte bis Jahresmitte 1921 einige Übungsmissionen und Manöver, die sie von der Küste von Neuengland bis in die Karibik führte. Während dieser Zeit erhielt sie am 17. Juli 1920 im Rahmen der navy-weiten Hüllenklassifizierung die Bezeichnung BB-31 (die vorherige Bezeichnung lautete: „Battleship Number 31“ − Schlachtschiff Nummer 31).
Am 9. Juli 1921 verließ das Schiff Boston und erreichte bald darauf - nach einem kurzen Zwischenstopp in Lissabon - Cherbourg in Frankreich. Dort wurde die Utah zum Flaggschiff der amerikanischen Seestreitkräfte in europäischen Gewässern und blieb dies bis zum Oktober 1922 - als die Pittsburgh sie in dieser Funktion ablöste.
Als sie am 21. Oktober 1922 in die Vereinigten Staaten zurückkehrte, wurde die Utah Flaggschiff der 6. Schlachtschiff-Division der Aufklärungsflotte und behielt diese Funktion für die nächsten dreieinhalb Jahre bei.
1931/32 wurde das Schiff im Norfolk Naval Shipyard zum fernsteuerbaren mobilen Zielschiff umgerüstet und diente ab 1935 ebenfalls als Schulschiff für Geschützbedienungsmannschaften.

## Zweiter Weltkrieg

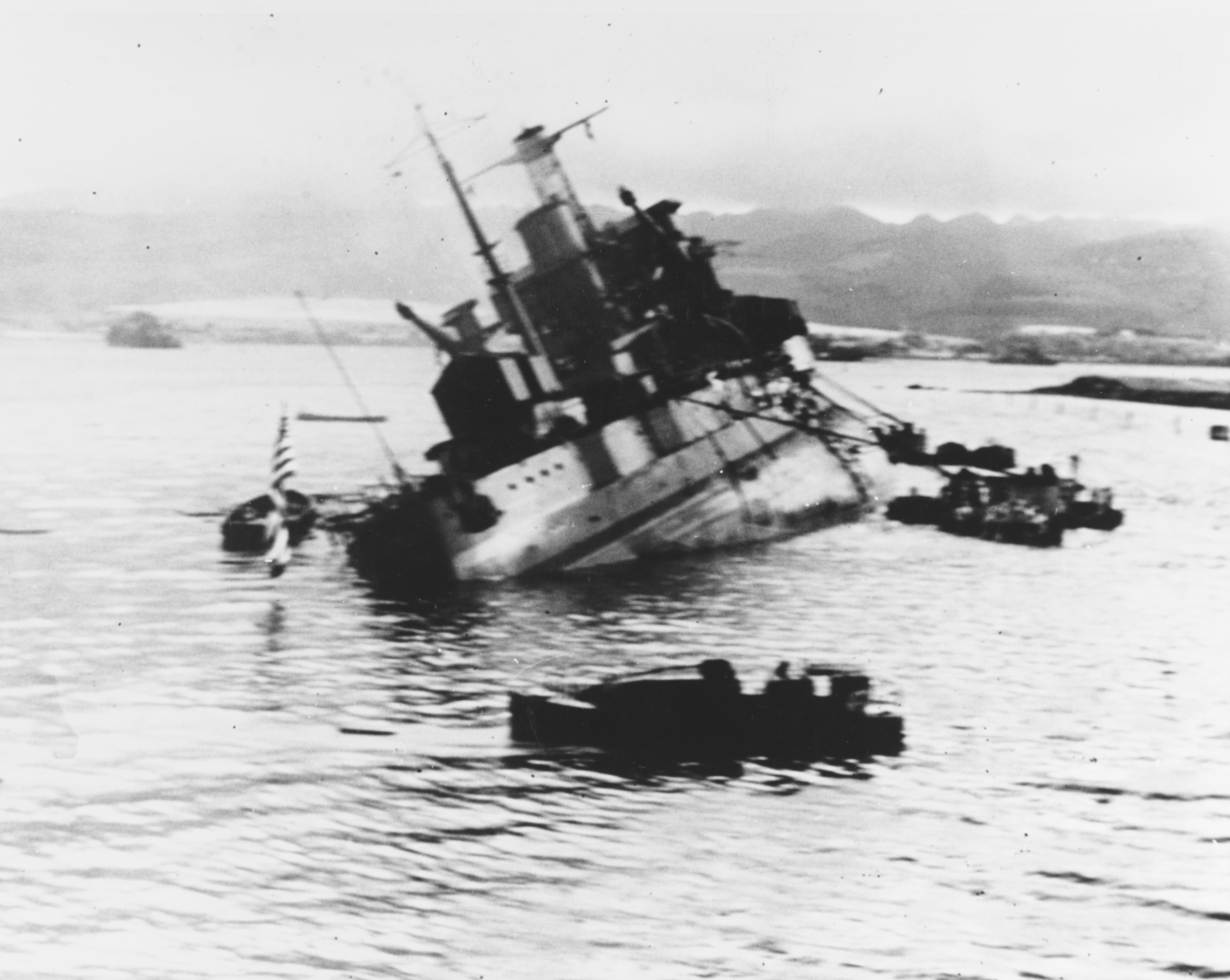
Die Utah kentert während des Angriffs auf Pearl Harbor

Die Utah führte eine Flugabwehrübung in hawaiischen Gewässern durch. Anfang Dezember 1941 kehrte sie nach Pearl Harbor zurück und machte am Liegeplatz F-11 vor Ford Island fest. Am Morgen des 7. Dezember waren der Kapitän und der Erste Offizier (Executive Officer, XO) auf Landgang, verantwortlicher Offizier war Lieutenant Commander Solomon S. Isquith, der Leitende Ingenieur.
Kurz vor acht Uhr morgens bemerkten Männer an Deck des Schiffes drei Flugzeuge, die von der Hafeneinfahrt aus in nördlicher Richtung flogen. Die Männer hielten die Flugzeuge jedoch für amerikanische Flugzeuge in einem Manöver - ein Irrtum. Am südlichen Ende von Ford Island gingen die Maschinen in den Tiefflug über und begannen, Bomben abzuwerfen.
Der Angriff auf Pearl Harbor dauerte knapp zwei Stunden, die USS Utah wurde bereits zu Beginn, um 8:01 Uhr von zwei japanischen Torpedos getroffen und begann eine Schlagseite nach Backbord zu entwickeln. Das Schiff nahm immer mehr Wasser auf und kenterte zehn Minuten später. 58 Seeleute und sechs Offiziere starben.
Das Wrack der Utah wurde nicht geborgen, sondern lediglich in eine Position gezogen, in der es die Schifffahrt nicht behindert.
Für ihre Dienste im Zweiten Weltkrieg erhielt die Utah einen Service Star. Chief Watertender Peter Tomich blieb während des Angriffes in Pearl Harbor auf seinem Posten im Maschinenraum und kam dabei ums Leben. Er wurde postum mit der Medal of Honor ausgezeichnet.

## Memorial

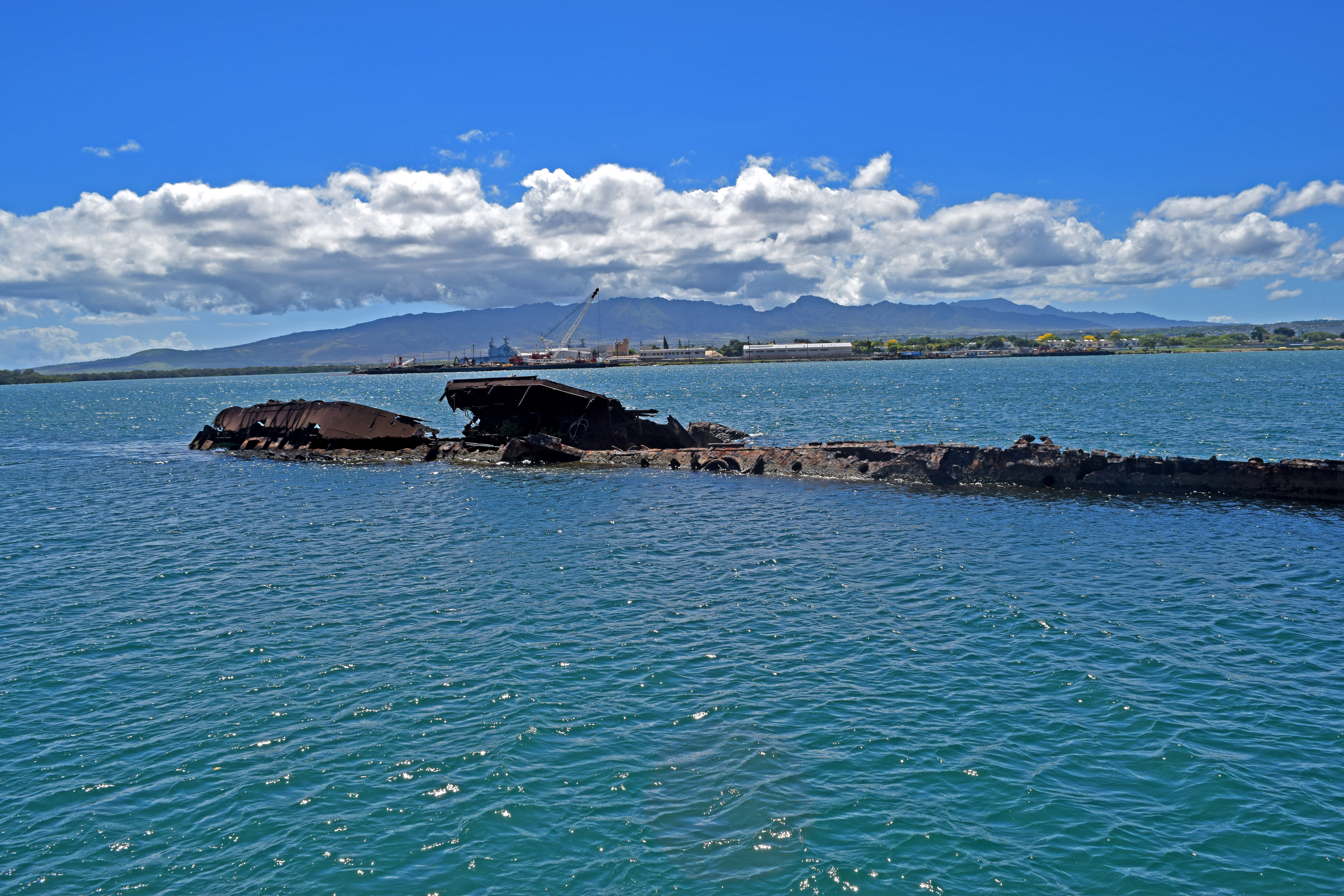
Utah Memorial (2016)

Auf Drängen der Veteranen der Utah wurde 1971 eine Gedenkstätte für das Wrack auf Ford Island eingerichtet, die einen Überblick auf die über dem Wasser liegenden Schiffsteile bietet. Am 5. Mai 1989 wurde die Utah in das National Register of Historic Places aufgenommen und als National Historic Landmark anerkannt.